# Ким Шинвук
Ким Шинвук (кореј. 김신욱; 14. април 1988) јужнокорејски је фудбалер који тренутно наступа за Чонбук хјундаи моторс и репрезентацију Јужне Кореје на позицији нападача.

## Клупска каријера
У јуниорској каријери, Шинвук је играо на позицији штопера и дефанзивног везног играча; након потписивања професионалног уговора са Улсан хјундаијем, на сугестију тренера, прешао је на позицију нападача. У почетку је имао проблема да се прилагоди новој позицији, али је ускоро постао један од најбољих нападача корејске К1 лиге. Први гол постигао је 6. маја 2009. године, у поразу Улсана 4:1 од Нагоје у оквиру Лиге шампиона. Први гол у лиги постигао је 3. априла 2010, у побједи 1:0 против Канвона; у побједи на гостовању Дечену од 5:1, постигао је два гола. Први хет трик постигао је 22. августа 2012, у побједи на гостовању Санкчуу 4:3. Шинвук је предводио Улсан до титуле у азијској Лиги шампиона 2012, на 13 утакмица постигао је 6 голова, али је био тек пети на листи стријелаца, Рикардо Оливеира је постигао 12 голова. Због учинка у Лиги шампиона добио је надимак "напад титана" или "Чинук", по Боингу CH–47 Чинук.
Године 2016, прешао је у Чонбук хјундаи моторс. Дебитовао је на утакмици првог кола К1 лиге, против Сеула и постигао гол за побједу 1:0. На наредни гол чекао је до 24 јула, када је у оквиру 22 кола постигао побједоносни гол, за 2:1, против бившег клуба — Улсана. У ремију са Чеџу јунајтедом 2:2, у оквиру 31 кола, постигао је оба гола. У оквиру последњег кола, постигао је гол за 1:1 и овјерио титулу Чонбука, коју су освојили без иједног пораза.  У групној фази Лиге шампиона 2018, постигао је пет голова; уписао је хет трик у побједи над Тијањином 6:3.

## Репрезентативна каријера
За репрезентацију Јужне Кореје дебитовао је 9. јануара 2010. године, у поразу 4:2 од Замбије. Први гол постигао је у побједи 4:1 на гостовању Катару, у оквиру квалификација за Свјетско првенство 2014. Нашао се на списку од 23 фудбалера за Свјетско првенство 2014, у Бразилу, гдје је играо на двије утакмице групне фазе, у поразу од Алжира 4:2  и поразу од Белгије 1:0 у последњем, трећем колу. Касније, у октобру 2014, Јужна Кореја је освојила злато на Азијским играма, први пут послије 28 година; побиједивши у финалу Сјеверну Кореју 1:0, након продужетака, голом у 121 минуту. Јужна Кореја је остварила све побједе, а након одличног издања цијели тим је поштеђен одласка у војску.
У мају 2018 нашао се на прелиминарном списку играча за Свјетско првенство 2018 у Русији; а затим се нашао и на коначном списку, објављеном 3. јуна. Играо је само на утакмици првог кола групе Ф, против Шведске, гдје је добио жути картон.

## Приватни живот
Шинвук је побожни хришћанин, чита библију прије утакмица, због чега је од саиграча добио надимак "црквени брат". Понекад учествује у јеванђелским активностима.

## Трофеји

### Клуб
Улсан хјундаи
- АФК Лига шампиона: 2012

Чонбук хјундаи моторс
- К1: 2017.
- АФК Лига шампиона: 2016.

### Репрезентација
Јужна Кореја
- Првенство Источне Азије: 2015, 2017.